# Noel Guzmán Boffil Rojas
Noel Guzmán Bofill Rojas, (Remedios; 4 de agosto de 1954-Santa Clara; 3 de agosto de 2021) fue un artista plástico y poeta cubano. De formación autodidacta, es considerado uno de los pintores naífs más importantes de la plástica cubana. 
Se inició como pintor y dibujante junto al Grupo Signos dirigido por Samuel Feijóo. Falleció el 3 de agosto de 2021 a los sesenta y seis años a causa de la COVID-19.

## Exposiciones personales
A partir de 1989 comienza a presentar exposiciones personales algunas de ellas fueron en la Galería de Arte, Biblioteca Nacional José Martí, La Habana. En 1997 Homenaje a Regino Boti. Galería Orígenes, Gran Teatro de La Habana y Vuelo de colibrí. Centro Cultural Recoleta, Buenos Aires, Argentina, entre otras.

## Exposiciones colectivas
Desde 1987 participó en exposiciones colectivas como "Salón de Marinas", Galería Leopoldo Romañach, Caibarién, Villa Clara. En 1990 se presentó en "Inventario de cosas naturales. Pintores, dibujantes y escultores populares de Cuba". Centro de Desarrollo de las Artes Visuales, La Habana. En 1993 "VIII Bienal Internacional de Humorismo." Galería Eduardo Abela, San Antonio de los Baños, La Habana.

## Premios
En 1987 obtuvo el primer premio "Salón de Marinas", Galería Leopoldo Romañach, Caibarién, Villa Clara, primer premio del 4.° Salón internacional de Artes Visuales Juanito Laguna del Mercosur, Argentina.

## Obras en colección
Su trabajo forma parte de las colecciones de Casa de las Américas, Centro Wifredo Lam y del Museo Nacional de Bellas Artes, La Habana, Cuba.